# Museu Simon Janashia de Geòrgia
El Museu Simon Janashia de Geòrgia (en georgià: სიმონ ჯანაშიას სახელობის საქართველოს მუზეუმი), abans conegut com a Museu Estatal d'Història de Geòrgia, és un dels principals museus d'història de Tbilisi, Geòrgia, que exhibeix les principals troballes arqueològiques del país.

## Història
El Museu va sorgir del Museu del Departament Caucàsic de la Societat Geogràfica Imperial Russa, fundat el 10 de maig de 1852 i convertit en el Museu Caucàsic per iniciativa de l'explorador alemany Gustav Radde el 1865. Després que Geòrgia recuperés la seva independència de Rússia (1918), el museu va passar a dir-se Museu de Geòrgia l'any 1919. Noe Kipiani va ser el primer director del museu. Una gran part de la seva col·lecció va ser evacuada pel Govern de Geòrgia a Europa després de la presa del poder pels bolxevics el 1921, i va ser tornada a la Geòrgia soviètica gràcies als esforços de l'emigrant georgià Ekvtime Takaishvili el 1945. Al 1947, el museu va rebre el nom de l'historiador georgià Simon Janashia. El Museu va patir considerablement durant els anys d'agitació postsoviètica a Geòrgia a començaments dels anys noranta. Primer va ser danyat als combats durant el cop militar de 1991-1992 i després part de la seva col·lecció va ser destruïda per un incendi. El 2004, el Museu Janashia es va integrar amb altres importants museus georgians en el marc d'un sistema de gestió conjunta del Museu Nacional de Geòrgia.
El museu ocupa edificis cronològica i estilísticament diversos en el centre de Tbilisi, amb l'exposició principal situada a l'Avinguda Rustaveli. Aquest últim edifici va ser dissenyat el 1910 per l'arquitecte Nikolay Severov en lloc d'un edifici més antic d'A. Zaltsman, i va utilitzar els elements de la decoració medieval georgiana.

## Col·leccions
El museu alberga centenars de milers d'artefactes de l'arqueologia i etnografia de Geòrgia i el Caucas. Una exposició permanent segueix cronològicament el desenvolupament de la cultura material de Geòrgia des de l'edat del bronze fins principis del segle xx. Algunes de les exposicions més valuoses del museu inclouen els fòssils del Homo ergaster descoberts a Dmanisi; el tresor d'Akhalgori del segle V aC que conté exemples únics de joies, que mesclen inspiracions dels aquemènides amb les locals; una col·lecció d'aproximadament 80.000 monedes, principalment d'encunyació georgiana; icones medievals i peces de orfebreria portades de diversos jaciments arqueològics de Geòrgia; el mosaic de Sukuti, un mosaic de bany del poble de Sukuti que data dels segles IV i V; i un lapidari que inclou una de les col·leccions d'inscripcions uratianes més riques del món.

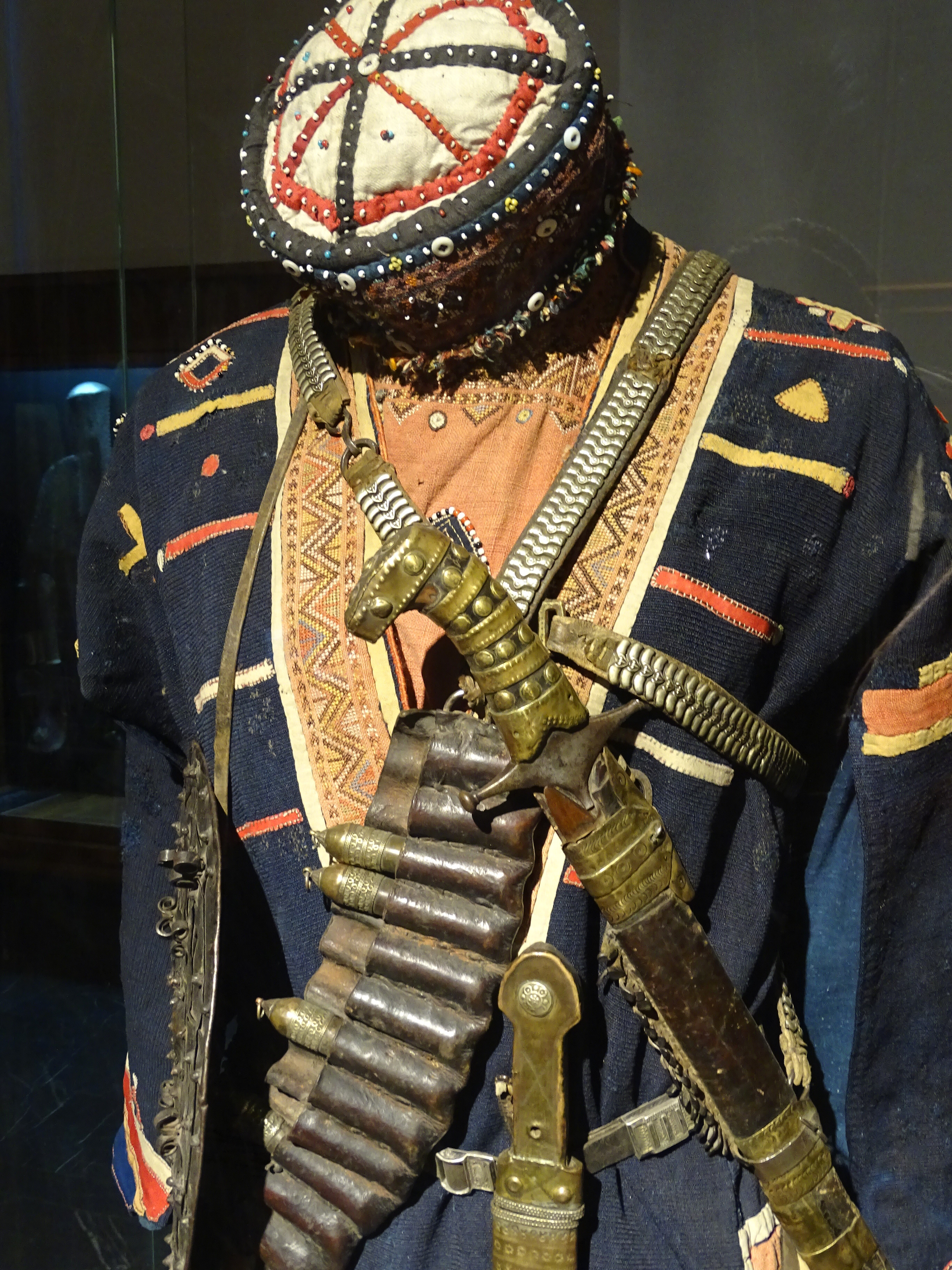
Col·lecció militar del museu.
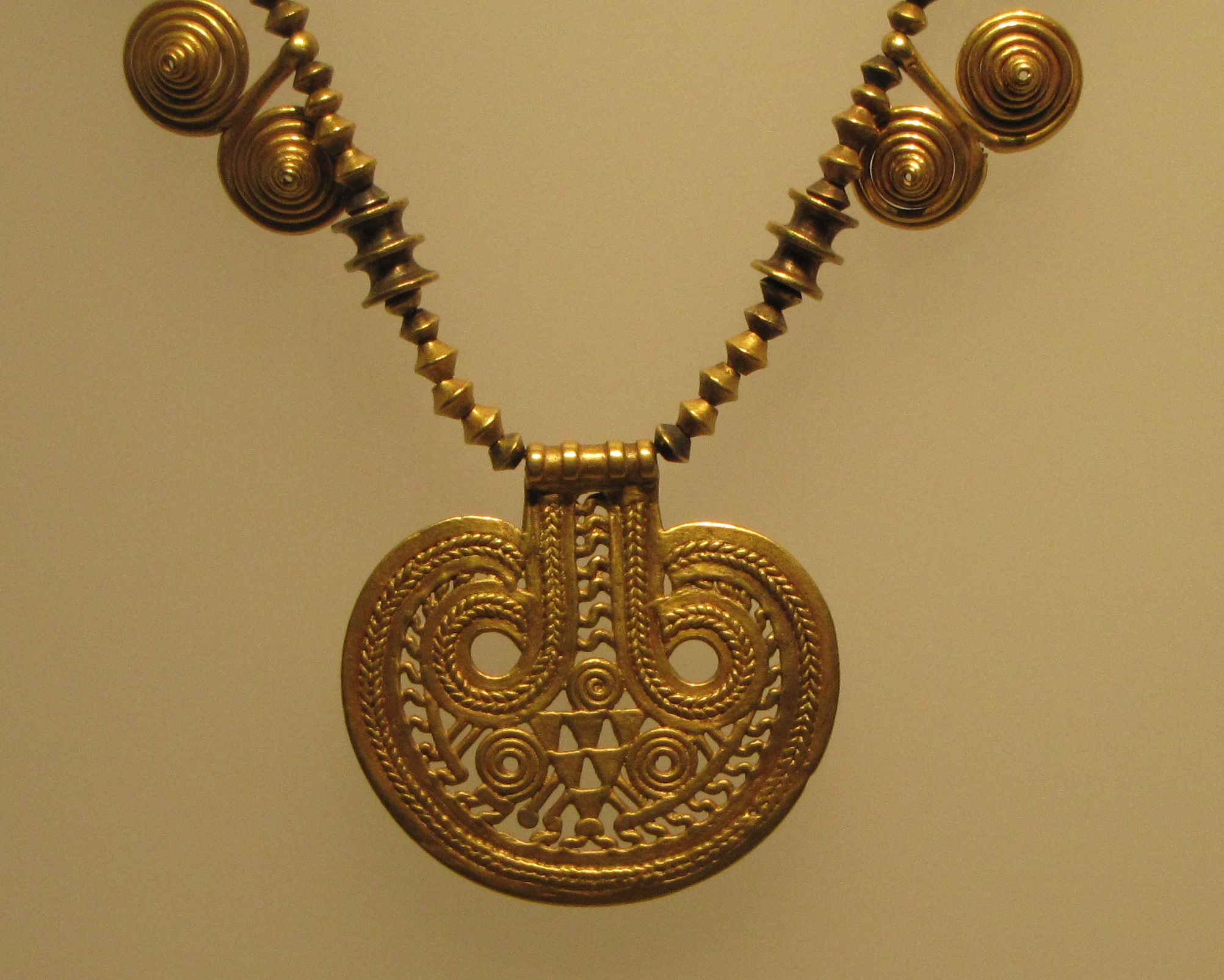
Col·lecció d'orfebreria d'or.
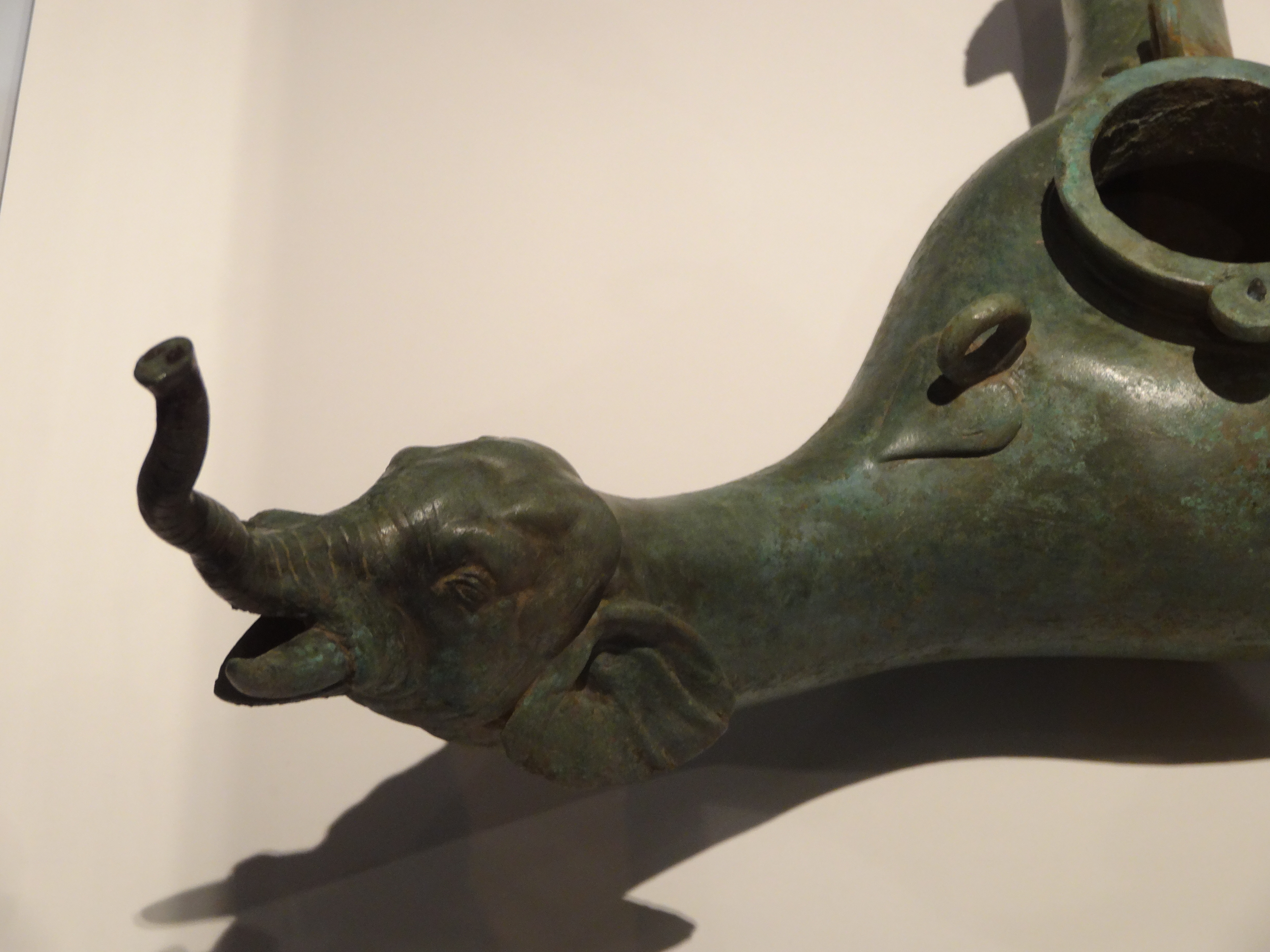
Detall d'un encenser representant un elefant.
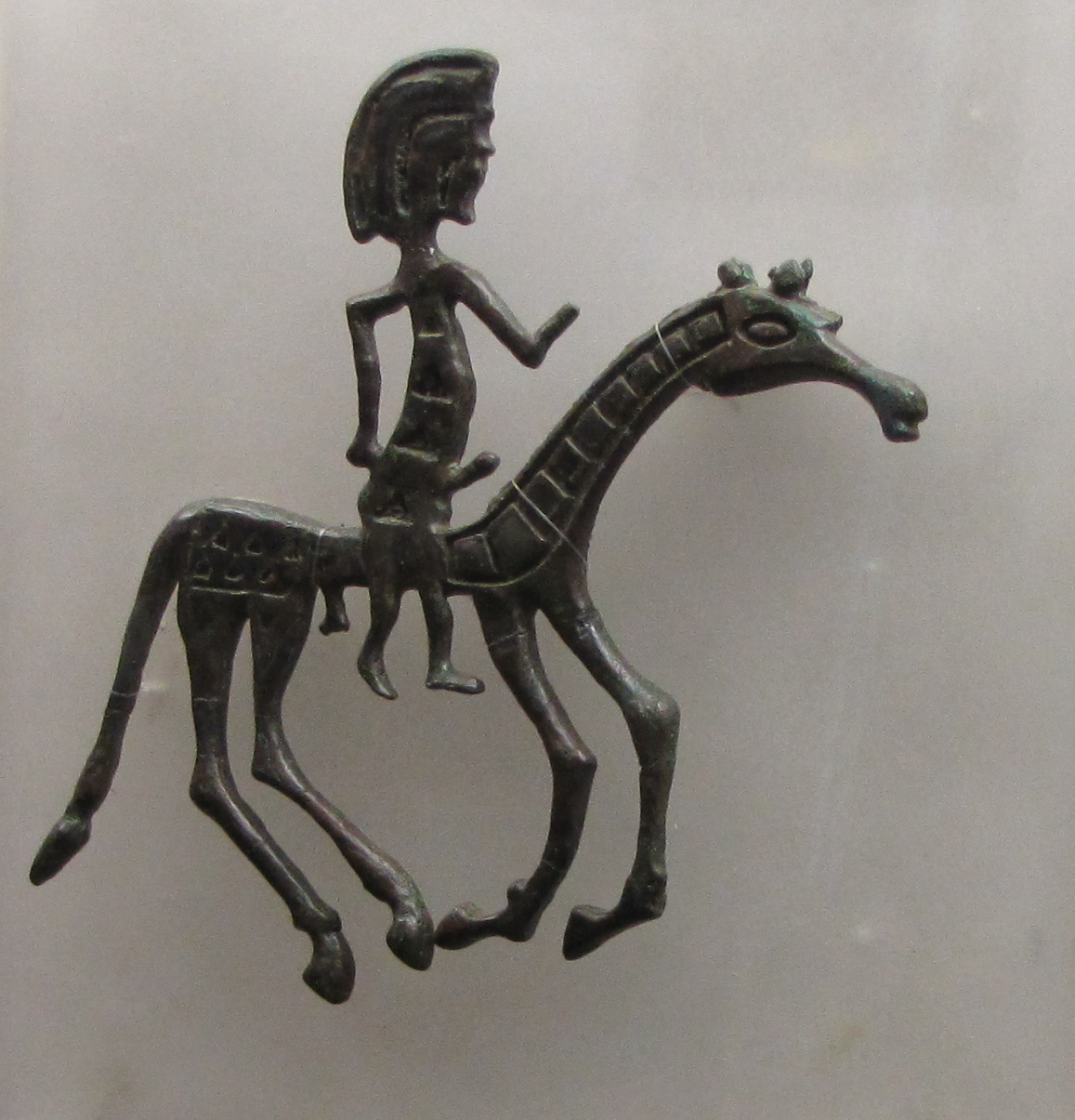
Jinete Treli, de bronze.